# NGC 4339
NGC 4339 (również PGC 40240 lub UGC 7461) – galaktyka eliptyczna (E), znajdująca się w gwiazdozbiorze Panny. Odkrył ją William Herschel 13 kwietnia 1784 roku. Należy do Gromady w Pannie.